# Polymixis johni
Polymixis johni är en fjärilsart som beskrevs av Stertz 1912. Polymixis johni ingår i släktet Polymixis och familjen nattflyn. Inga underarter finns listade i Catalogue of Life.